# 말라이카 미함보
말라이카 미함보(독일어: Malaika Mihambo, 독일어 발음: [maˈlaɪ̯ka miːˈhamboː] ( 듣기), 1994년 2월 3일~)는 독일의 육상 선수로 주 종목은 멀리뛰기이다. 2020년 하계 올림픽에서 여자 멀리뛰기 금메달을 획득했으며 세계 선수권 대회에서 2회 우승을 차지했다.